# Hasna Benhassi
Hasna Benhassi (* 1. červen 1978, Marrákeš) je marocká běžkyně, specializující se především na běh na 800 metrů.

## Kariéra
První výraznější úspěch na mezinárodní scéně přišel v roce 1997 na Středomořských hrách, kde si v běhu na 800 metrů doběhla pro zlatou medaili.
O čtyři roky později se účastnila halového mistrovství světa v Lisabonu, kde si zaběhla 1500 metrů a opět získala zlatou medaili. V roce 2004 si doběhla pro svůj doposud největší úspěch v kariéře, když na olympiádě v Aténách skončila druhá v běhu na 800 metrů.
V letech 2005 a 2007 získala shodně stříbrnou medaili v běhu na 800 metrů na mistrovství světa v Helsinkách a Ósace.
V roce 2008 se opět účastnila olympijských her, a to v Pekingu a v závodě na 800 metrů si doběhla pro bronzovou medaili.
V roce 2005 byla zvolena nejlepším sportovcem Maroka